# Pascal Egli
Pour les articles homonymes, voir Egli (homonymie).
Pascal Egli, né le 5 avril 1988 à Bülach, est un skieur-alpiniste suisse et coureur de fond spécialisé en skyrunning. Il a remporté le classement Sky Classic de la Skyrunner World Series 2018 et la médaille d'argent aux championnats du monde de course en montagne longue distance 2017.

## Biographie
Pascal grandit dans le quartier de Bruggan à Saint-Gall. Son père lui fait découvrir la montagne en pratiquant la randonnée, l'escalade et le ski. Il décide de s'entraîner pour continuer à vivre sa passion de la montagne et se tourne vers la discipline de course en montagne. Il connaît son premier succès en 2007 en devenant champion suisse junior de course en montagne à Crans-Montana.
En 2015, il se révèle dans la discipline du skyrunning. Il bat le record de la SkyRace Lodrino-Lavertezzo en 2 h 37 min 54 s et s'impose sur le nouveau tracé de la Rosetta SkyRace. L'année suivante, il termine troisième du prestigieux Livigno SkyMarathon derrière Tadei Pivk et Jan Margarit. Une blessure aux ligaments croisés écourte sa saison.
Le 6 août 2017, il prend part aux championnats du monde de course en montagne longue distance à Premana qui se déroulent dans le cadre du Giir di Mont. Pascal termine troisième à plus de 6 minutes derrière le vainqueur Petro Mamu. Ce dernier est ensuite contrôlé positif au fénotérol et disqualifié. Le titre revient à l'Italien Francesco Puppi et Pascal hérite de la médaille d'argent,.
Pratiquant le ski-alpinisme en complément du skyrunning, il termine deuxième des Trophée des Gastlosen avec Gauthier Masset et 17e de la Patrouille des Glaciers avec Gauthier Masset et Emmanuel Lattion en 2018. Il connaît une saison estivale chargée en participant à la fois au Vertical Kilometer World Circuit et à la Skyrunner World Series. Il commence sa saison par une troisième place à la Trentapassi Vertical Race et enchaîne avec la victoire au Transvulcania Vertical Kilometer. Il décroche deux autres podiums en terminant deuxième au Livigno SkyMarathon et à la SkyRace Comapedrosa. Il s'impose au Rut 28K puis termine deuxième des KM de Chando. Il se classe deuxième du Vertical Kilometer World Circuit et premier du classement Sky Classic de la Skyrunner World Series.
Il commence la saison 2019 par une victoire au kilomètre vertical du Mont Awa mais il se blesse à nouveau au genou et subit une opération qui le contraint à passer son année hors des circuits de compétition.
Fin 2021, il s'essaie à l'ultra-trail et s'impose au trail du Calabri en battant le record du parcours de 70 kilomètres. Fort de cette expérience, il prend le départ de l'Ultra-trail Cape Town et parvient à maintenir sa place dans le top 10 en première moitié de course. Il abandonne cependant après 60 kilomètres.

## Palmarès en athlétisme
| no  | masculin           | Course                                                      | Longueur | Départ             | Temps           |
| --- | ------------------ | ----------------------------------------------------------- | -------- | ------------------ | --------------- |
| 8e  | 8e                 | Championnats d'Europe de skyrunning - SkyRace               | 22 km    | 21 juin 2013       | 2 h 11 min 52 s |
| 10e | 10e                | Championnats du monde de skyrunning - Kilomètre vertical    | 3,8 km   | 27 juin 2014       | 36 min 53 s     |
| 1re | Médaille d'or      | SkyRace Lodrino-Lavertezzo                                  | 21 km    | 14 juin 2015       | 2 h 37 min 54 s |
| 10e | 10e                | Championnats d'Europe de course en montagne                 | 11,8 km  | 4 juillet 2015     | 1 h 4 min 44 s  |
| 3e  | Médaille de bronze | Dolomites SkyRace                                           | 22 km    | 19 juillet 2015    | 2 h 3 min 46 s  |
| 3e  | Médaille de bronze | Blåmann Vertical                                            | 2,7 km   | 31 juillet 2015    | 36 min 6 s      |
| 1re | Médaille d'or      | Claro-Pizzo                                                 | 6 km     | 14 octobre 2015    | 59 min 11 s     |
| 1re | Médaille d'or      | Sky del Canto                                               | 22 km    | 3 avril 2016       | 1 h 37 min 56 s |
| 2e  | Médaille d'argent  | Elbrus Vertical Kilometer                                   | 3,85 km  | 5 mai 2016         | 46 min 8 s      |
| 3e  | Médaille de bronze | Elbrus SkyRace                                              | 14 km    | 7 mai 2016         | 3 h 56 min 44 s |
| 3e  | Médaille de bronze | Livigno SkyMarathon                                         | 34 km    | 26 juin 2016       | 4 h 6 min 52 s  |
| 2e  | Médaille d'argent  | Yading Vertical Kilometer                                   | 7 km     | 1er mai 2017       | 1 h 4 min 8 s   |
| 2e  | Médaille d'argent  | SkyRace des Matheysins                                      | 27 km    | 8 mai 2017         | 2 h 54 min 37 s |
| 6e  | 6e                 | Dolomites SkyRace                                           | 22 km    | 22 juillet 2017    | 2 h 8 min 41 s  |
| 2e  | Médaille d'argent  | Championnats du monde de course en montagne longue distance | 32 km    | 6 août 2017        | 3 h 18 min 13 s |
| 2e  | Médaille d'argent  | The Rut 28K                                                 | 28 km    | 2 septembre 2017   | 3 h 19 min 9 s  |
| 2e  | Médaille d'argent  | Ring Of Steall Skyrace                                      | 29 km    | 17 septembre 2017  | 3 h 26 min 23 s |
| 3e  | Médaille de bronze | Trentapassi Vertical Race                                   | 3,5 km   | 6 mai 2018         | 41 min 48 s     |
| 1re | Médaille d'or      | Transvulcania Vertical Kilometer                            | 7,6 km   | 10 mai 2018        | 47 min 55 s     |
| 2e  | Médaille d'argent  | Livigno SkyMarathon                                         | 34 km    | 17 juin 2018       | 3 h 38 min 1 s  |
| 6e  | 6e                 | Dolomites SkyRace                                           | 22 km    | 22 juillet 2018    | 2 h 7 min 28 s  |
| 2e  | Médaille d'argent  | SkyRace Comapedrosa                                         | 21 km    | 29 juillet 2018    | 2 h 36 min 29 s |
| 1re | Médaille d'or      | The Rut 28K                                                 | 28 km    | 1er septembre 2018 | 3 h 6 min 52 s  |
| 5e  | 5e                 | Championnats du monde de skyrunning - SkyMarathon           | 29 km    | 15 septembre 2018  | 3 h 12 min 24 s |
| 2e  | Médaille d'argent  | Les KM de Chando                                            | 9,7 km   | 29 juillet 2018    | 1 h 14 min 1 s  |
| 1re | Médaille d'or      | Mt. Awa Vertical Kilometer                                  | 4,7 km   | 20 avril 2019      | 42 min 52 s     |
| 3e  | Médaille de bronze | Matterhorn Ultraks Extreme                                  | 25 km    | 21 août 2020       | 3 h 31 min 46 s |
| 2e  | Médaille d'argent  | Mayrhofen Ultraks Middle                                    | 30,3 km  | 12 septembre 2020  | 2 h 38 min 36 s |
| 2e  | Médaille d'argent  | AMA VK2                                                     | 11 km    | 19 juin 2021       | 1 h 38 min 15 s |
| 1re | Médaille d'or      | Matterhorn Ultraks Vertical                                 | 2,3 km   | 20 août 2021       | 19 min 52 s     |
| 1re | Médaille d'or      | Les KM de Chando                                            | 7,7 km   | 18 septembre 2021  | 1 h 12 min 50 s |
| 3e  | Médaille de bronze | Skyrhune                                                    | 21 km    | 25 septembre 2021  | 1 h 54 min 23 s |

## Palmarès en ski-alpinisme
- 2e des Trophées du Muveran 2018 avec Gauthier Masset